# Замойский, Томаш Антоний
Томаш Антоний Замойский (1707 — 13 июня 1752) — польский государственный деятель и магнат, 7-й ординат Замойский (1735—1752), воевода любельский (1744—1751).

## Биография
Представитель польского магнатского рода Замойских герба «Елита». Старший сын воеводы смоленского Михаила Здислава Замойского (ок. 1679—1735) от первого брака с Анны Дзялынской (ум. 1719). Младшие братья — воевода подольский Ян Якуб и канцлер великий коронный Анджей Иероним Замойские.
В 1733 году поддержал избрание Станислава Лещинского на польский королевский престол. В 1735 году после смерти своего отца молодой Томаш Антоний унаследовал Замойскую ординацию. В 1738 году был избран послом на сейм. В 1744 году получил должность воеводы любельского.
В 1741-1747 годах Томан Антоний Замойский основал костёл св. Яна Непомуцена в Звенивце. 3 августа 1746 года стал кавалером ордена Белого Орла.

## Семья
Был дважды женат. Его первой супругой стала Марианна Любенская (ум. 1737), в 1738 году вторично женился на Аниеле Терезе Миховской. Дети от первого брака:
- Клеменс Ежи Замойский (1747—1767), 8-й ординат Замойский (1752—1767), староста плоскировский и тарнувский.